# Citroën BX 4TC
De Citroën BX 4TC is een rallyauto, die door Citroën werd ingezet tijdens het Groep B-segment in het Wereldkampioenschap rally in het seizoen 1986. De auto betekende geen doorbraak voor het team en werd na drie optredens alweer teruggetrokken uit het kampioenschap.

## Geschiedenis

### Ontwikkeling

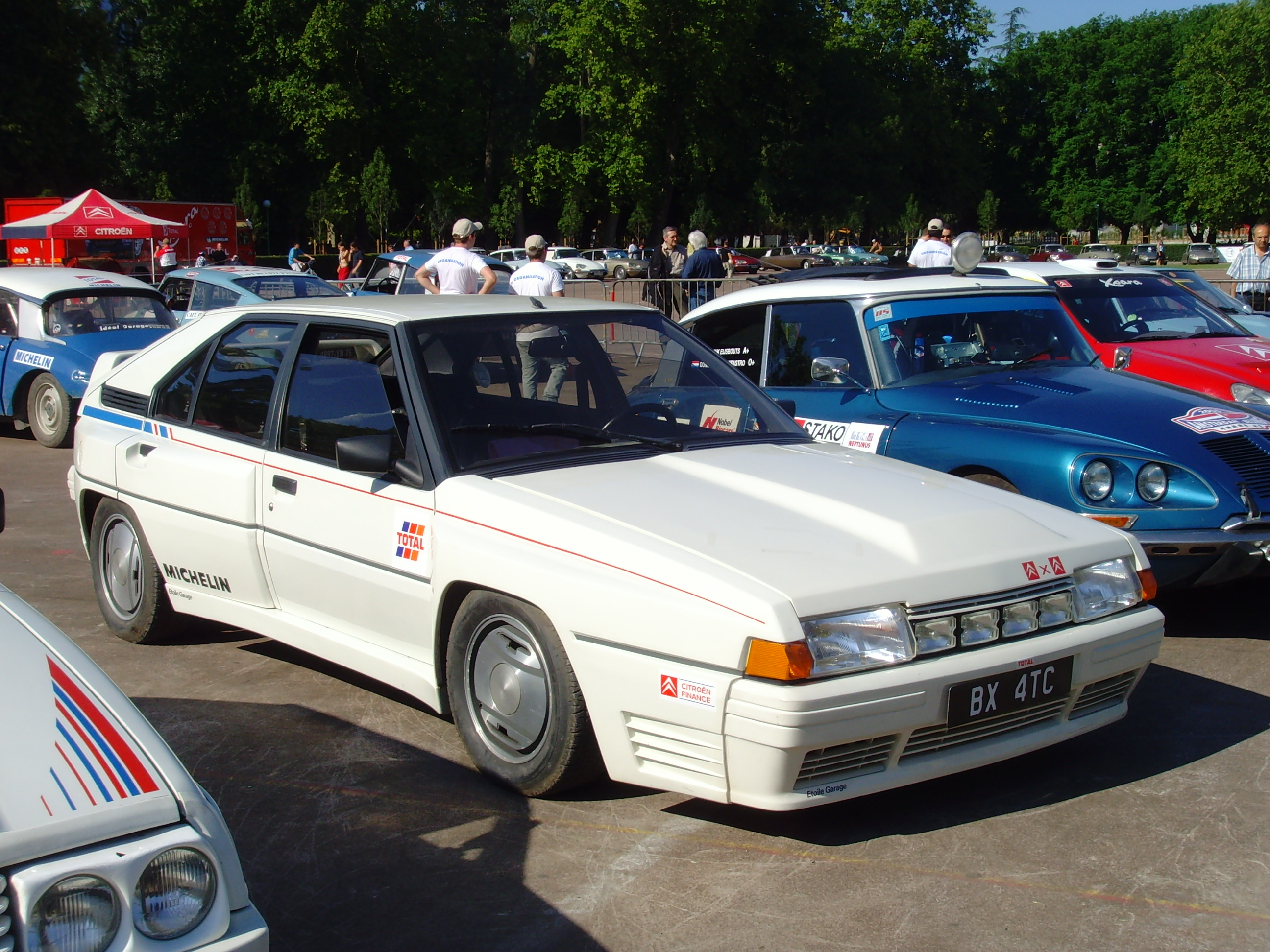
Straatversie van de BX 4TC

Het succes van zusterbedrijf Peugeot, die WK-rally's en titels won met hun Peugeot 205 Turbo 16, bewoog de directie van Citroën om een serieus project op te starten voor een eigen Groep B auto. Onder de vlag van Citroën Competitions waren ze al enige tijd actief met de Citroën Visa 1000 Pistes, die het in de lichtere Groep B categorie (tot 1300cc) tot dan toe succesvol deed. In oktober 1985 kondigde Citroën de BX 4TC aan als het aangewezen model. De opmaak van de auto was deels gebaseerd op de vroegste versie van de Audi quattro, meest prominent de plaatsing van de motor; voorin en in de lengte gepositioneerd. Dit kan ook als toeval gezien worden aangezien de BX 4TC gebruik maakte van een 2141cc liter versie van de Peugeot 505 turbo motor, die oorspronkelijk van Chrysler kwam. De BX 4TC maakte ook gebruik van hydropneumatische vering, wat een uniek systeem was voor een (rally)auto. Er was vierwielaandrijving en net als de 205 T16 ook voor en achter een sperdifferentieel. De motor produceerde 380 pk, wat voor 1986 in Groep B termen een relatief laag aantal was. Citroën produceerde de tweehonderd benodigde modellen voor homologatie, die het op 1 januari 1986 uiteindelijk verkreeg.

### Competitief
Onder teamleider Guy Verrier, werden voor het seizoen 1986 voormalig WK-rally winnaar Jean-Claude Andruet en Philippe Wambergue aangetrokken als rijders. De auto debuteerde tijdens de Rally van Monte Carlo. Wambergue moest al op de tweede klassementsproef opgeven en Andruet lag niet lang daarna ook uit de rally. Die wist tot op dat moment wel consequent top tien tijden te rijden. In het tweede optreden van de auto, in Zweden, eindigde Andruet als non-specialist als zesde, en greep hiermee naar Citroëns eerste kampioenschapspunten toe, terwijl Wambergue kort voor de finish met motorproblemen moest opgeven. Citroën lastte hierna een pauze in om verder te werken aan de ontwikkeling van de BX 4TC. De auto keerde terug tijdens de WK-ronde in Griekenland. Op dat moment hing het lot van de Groep B klasse na een serie van dodelijke ongevallen al aan een zijde draadje, maar een definitief uitsluitsel zou later die maand pas komen. Ondanks de hoop van Citroën dat hun hydropneumatisch systeem een voordeel moest brengen op de ruwe ondergrond in Griekenland, werkte het echter averechts. Na drie klassementsproeven lagen Andruet, Wambergue en de als derde ingeschreven rijder Maurice Chomat er allen met een gebroken wielophanging uit, hoewel Andruet hieraan mee hielp door er eerst ook van af te gaan. De BX 4TC werd daarna nog wel ingezet in het Frans rallykampioenschap op gravel, maar keerde na het definitieve competitieverbod voor de Groep B auto's ingaand vanaf het seizoen 1987 niet meer terug in het WK rally. De auto ging daarmee de geschiedenis in als de minst succesvolle Groep B auto.
Geruchten gingen rond dat een groot deel van de geproduceerde BX 4TC's werden teruggefloten door Citroën en vervolgens vernietigd zouden zijn. In latere jaren doken er echter steeds meer op, al zijn de heuse rally-versies hiervan wel een zeldzaamheid.

## Specificaties
| Citroën BX 4TC        | Citroën BX 4TC     | Citroën BX 4TC                      |
| --------------------- | ------------------ | ----------------------------------- |
| Carrosserie           | Merk               | Citroën                             |
| Carrosserie           | Type               | BX 4TC                              |
| Carrosserie           | Body               | Sedan, 5-deurs                      |
| Carrosserie           | Materiaal          | Kevlar en staal                     |
|                       |                    |                                     |
| Afmetingen en gewicht | Lengte             | 4540 mm                             |
| Afmetingen en gewicht | Breedte            | 1915 mm                             |
| Afmetingen en gewicht | Hoogte             | 1380 mm                             |
| Afmetingen en gewicht | Wielbasis          | 2612 mm                             |
| Afmetingen en gewicht | Gewicht            | 1050 kg                             |
|                       |                    |                                     |
| Technisch             | Motor              | 4 cilinder in-lijn, turbo           |
| Technisch             | Motor positie      | Voorin, in de lengte                |
| Technisch             | Capaciteit         | 2141 cc                             |
| Technisch             | Boring × Slag      | 91,4 × 81,6                         |
| Technisch             | Ventielen per cil. | 2                                   |
| Technisch             | Nokkenas           | 2 ohc                               |
| Technisch             | Vermogen           | 380 pk/7000 tpm                     |
| Technisch             | Max. koppel        | 460 Nm/5500 tpm                     |
| Technisch             | Verbranding        | Injectie                            |
| Technisch             | Transmissie        | Handmatige 5-versnellingsbak        |
| Technisch             | Aandrijving        | 4WD                                 |
| Technisch             | Ophanging          | Hydropneumatisch, stabilisatorstang |

## Complete resultaten in het Wereldkampioenschap rally
| Seizoen | Rijders             | 1   | 2   | 3   | 4   | 5   | 6   | 7   | 8   | 9   | 10  | 11  | 12  | 13  | Pos. | Punten |
| ------- | ------------------- | --- | --- | --- | --- | --- | --- | --- | --- | --- | --- | --- | --- | --- | ---- | ------ |
| 1986    |                     | MON | ZWE | POR | KEN | FRA | GRI | NZL | ARG | FIN | IVK | ITA | GBR | VST | 10   | 10     |
| 1986    | Jean-Claude Andruet | NF  | 6   |     |     |     | NF  |     |     |     |     |     |     |     | 10   | 10     |
| 1986    | Philippe Wambergue  | NF  | NF  |     |     |     | NF  |     |     |     |     |     |     |     | 10   | 10     |
| 1986    | Maurice Chomat      |     |     |     |     |     | NF  |     |     |     |     |     |     |     | 10   | 10     |